# Međuriječje
Međuriječje är ett samhälle i Montenegro. Det ligger i den centrala delen av landet. Međuriječje ligger 230 meter över havet och antalet invånare är 208.
Terrängen runt Međuriječje är bergig västerut, men österut är den kuperad. Međuriječje ligger nere i en dal. Närmaste större samhälle är Kolašin, 16,3 km nordost om Međuriječje. Omgivningarna runt Međuriječje är en mosaik av jordbruksmark och naturlig växtlighet.